# Forst Schmalwasser-Süd

Lage im Landkreis Rhön-Grabfeld

Der Forst Schmalwasser-Süd ist ein 14,31 km² großes gemeindefreies Gebiet im Landkreis Rhön-Grabfeld in der bayerischen Rhön. Das Gebiet ist komplett bewaldet.

## Geografie

### Lage
Der Forst Schmalwasser-Süd liegt westlich der Gemeinde Sandberg mit dem namensgebenden Ortsteil Schmalwasser, in dessen Südosten er liegt.

### Nachbargemeinden
| Forst Schmalwasser-Nord (Gemeindefreies Gebiet) | Stadt Bischofsheim in der Rhön              | Burgwallbacher Forst (Gemeindefreies Gebiet)              |
| Gemeinde Sandberg                               | Kompassrose, die auf Nachbargemeinden zeigt | Steinacher Forst rechts der Saale (Gemeindefreies Gebiet) |
| Markt Burkardroth                               |                                             | Markt Bad Bocklet                                         |